# Barlowe’s Guide to Extraterrestrials
Barlowe’s Guide to Extraterrestrials — научно-фантастический справочник, выпущенный в 1979 году художником Уэйном Барлоу. Он содержит изображения инопланетных видов из различных научно-фантастических произведений.

## Виды и книги
- Абьёрменит (Abyormenite) — Хол Клемент, роман «Огненный цикл» (1957)
- Атшианин (Athshean) — Урсула Ле Гуин, повесть «Слово для леса и мира одно» (1972)
- Веганец (Vegan) — Роберт Хайнлайн, роман «Имею скафандр — готов путешествовать» (1958)
- Велантианец (Velantian) — Эдвард Элмер «Док» Смит, роман «Дети Линзы» (1948)
- Гарниши (Garnishee) — Гарри Гаррисон, роман «Звёздные похождения галактических рейнджеров» (1973)
- Гильд-навигатор (Guild Steersman) — Фрэнк Герберт, роман «Мессия Дюны» (1969)
- Говачин (Gowachin) — Фрэнк Герберт, роман «Эксперимент Досади» (1977)
- Декстранин (Dextran) — Дэвид Лейк, роман «Правая рука Декстры» (1977)
- Демон (Demon) — Кит Лаумер, роман «Чума демонов» (1965)
- Дему (Demu) — Фрэнсис Мэрион Басби, роман «Клетка для человека» (1973)
- Дилбианин (Dilbian) — Гордон Диксон, романы «Посылка из космоса» (1961) и «Космическая лапа» (1969)
- Дирдир (Dirdir) — Джек Вэнс, роман «Дирдиры» (1969) (из сериала «Планета приключений»)
- Древний Галактианин (Old Galactic) — Джеймс Шмиц, роман «Наследие» (1962)
- Землянин (Terran)
- Лучистый (Radiate) — Наоми Митчисон, роман «Мемуары космической дамы» (1962)
- Икстль (Ixtl) — Альфред Ван Вогт, роман «Путешествие „Космической гончей“» (1950)
- Иксчел (Ixchel) — Мадлен Л’Энгл, роман «Складка во времени» (1962)
- Иштарианин (Ishtarian) — Пол Уильям Андерсон, роман «Время огня» (1974)
- Кукольник (Puppeteer) — Ларри Нивен, рассказ «Нейтронная звезда» (1966), роман «Мир-Кольцо» (1970)
- Литианин (Lithian) — Джеймс Блиш, роман «Дело совести» (1958)
- Мастер (Master) — Джон Кристофер, романы «Белые горы» (1967), «Город золота и свинца» (1967), «Огненный бассейн» (1968) (из тетралогии «Триподы»)
- Мать (Mother) — Филип Фармер, сборник «Странные родичи» (1960)
- Медузианин (Medusan) — Джек Уильямсон, роман «Космический легион» (1934)
- Мерсейанец (Merseian) — Пол Уильям Андерсон, роман «Лейтенант Фландри» (1966)
- Месклинит (Mesklinite) — Хол Клемент, роман «Экспедиция „Тяготение“» (1954)
- Мягкий (Soft One) — Айзек Азимов, роман «Сами боги» (1972)
- Нечто (The Thing) — Джон Вуд Кэмпбелл, повесть «Кто идёт?» (1938)
- Плакун (Cryer) — Джозеф Грин, сборник «Межпланетная совесть» (1972)
- Полярианин (Polarian) — Пирс Энтони, роман «Скопление» (1977) (из цикла «Скопление»)
- Пнумы (Pnume) — Джек Вэнс, роман «Пнумы» (1970) (из сериала «Планета приключений»)
- Регул (Regul) — Кэролайн Черри, роман «Угасающее солнце: Кесрит» (1978)
- Райам (Riim) — Альфред Ван Вогт, роман «Путешествие „Космической гончей“» (1950)
- Румл (Ruml) — Гордон Диксон, роман «Иной путь» (1965)
- Сайгнан (Cygnan) — Дональд Моффит, роман «Похищение Юпитера» (1977)
- Сайгностик (Cygnostik) — Майкл Бишоп, роман «Немного знаний» (1977)
- Саламан (Salaman) — Брайан Стэблфорд, роман «Империя Вайлдблад» (1977) (из цикла «Миссия Дедала»)
- Сверхправитель (Overlord) — Артур Кларк, роман «Конец детства» (1953)
- Сирианин (Sirian) — Фредерик Пол, роман «Эра осторожности» (1965)
- Слэш (Slash) — Пирс Энтони, роман «Поиск Кирлиана» (1978) (из цикла «Скопление»)
- Солярис (Solaris) — Станислав Лем, роман «Солярис» (1961)
- Старец (Old One) — Говард Филлипс Лавкрафт, роман «Хребты Безумия» (1936)
- Сулидор (Sulidor) — Роберт Силверберг, роман «Вниз, в землю» (1970)
- Тайреанин (Tyreean) — Джеймс Типтри-младший, роман «Границы бытия» (1978)
- Тран (Tran) — Алан Дин Фостер, роман «Ледовое снаряжение» (1974)
- Тринт (Thrint) — Ларри Нивен, цикл «Известный космос»
- Тройной (Triped) — Деймон Найт, повесть «Золотое правило» (1954)
- Уджинианец (Uchjinian) — Джек Чалкер, роман «Полночь у Колодца Душ» (1977)
- Цинруссец (Cinruss) — Джеймс Уайт, сборник «Космический госпиталь» (1962), роман «Звёздный хирург» (1963)
- Чёрное облако (Black Cloud) — Фред Хойл, роман «Чёрное облако» (1957)
- Чиллианин (Czill) — Джек Чалкер, роман «Полночь у Колодца Душ» (1977)
- Чулпекс (Chulpex) — Аврам Дэвидсон, роман «Мастера лабиринта» (1965)

## История публикаций
Книга переиздавалась в 1987 году.